# 피에르루 라조
피에르루 라조(프랑스어: Pierre-Loup Rajot, 1958년 2월 9일 ~ )는 프랑스의 배우, 영화 감독이다.

## 영화
- 프렌치 어페어 (2013년)
- 아버지의 비밀 (2010년)
- 익세스 (2006년)
- 새로운 이브 (1999년)
- 쳅 (1991년)
- 벵골의 밤 (1988년)
- 우리의 사랑 (1983년)